# Le Dernier Jour d'école avant les vacances de Noël
Pour plus de détails, voir Fiche technique et Distribution.
Le Dernier Jour d'école avant les vacances de Noël (L'ultimo giorno di scuola prima delle vacanze di Natale) est un film italien de Gian Vittorio Baldi sorti en 1975.
Le film a été sélectionné à la Quinzaine des réalisateurs au Festival de Cannes 1975.

## Synopsis
Dans les Apennins émiliens, en 1944, trois fascistes de la République de Salò arrêtent un autocar en mauvais état transportant plusieurs femmes, deux hommes et un pauvre étudiant appelé Athos, ainsi que le chauffeur. Ils ont pour but de détourner le car afin de s'enfuir en Suisse. Ils sont de plus en plus agressifs et indiquent que quiconque n'est pas fasciste comme eux est un traître. À la fin, ils tuent cruellement tous les passagers, tandis qu'Athos est abandonné mourant au bord d'un ruisseau.

## Fiche technique
Sauf indication contraire, les informations mentionnées dans cette section peuvent être confirmées par la base de données cinématographiques IMDb,  présente dans la section « Liens externes ».
- Titre français : Le Dernier Jour d'école avant les vacances de Noël
- Titre original italien : L'ultimo giorno di scuola prima delle vacanze di Natale[2],[3]
- Réalisation : Gian Vittorio Baldi
- Scénario : Gian Vittorio Baldi
- Photographie : Emilio Bestetti (it)
- Montage : Gian Vittorio Baldi
- Musique : Jeti Grigioni
- Décors : Andrea Montuschi
- Costumes : Gian Vittorio Baldi
- Maquillage : Massimo Giustini
- Sociétés de production : IDI Cinematografica, Scale Film
- Pays de production :  Italie
- Langue originale : italien
- Format : Couleur
- Durée : 90 minutes (1 h 30)
- Genre : Drame de guerre
- Dates de sortie :
  - Italie : 13 mars 1975
  - France : mai 1975 (Festival de Cannes 1975)

## Distribution
- Lino Capolicchio : Erasmo
- Laura Betti : une passagère
- Macha Méril : Egle
- Riccardo Cucciolla : Ambro
- Delia Boccardo : Germana
- John Steiner : le lieutenant
- Luca Bonicalzi : Athos
- Lidia Biondi : La prostituée
- Giovanella Grifeo : La fille du souvenir
- Lou Castel : Un partisan